# 파얄라시

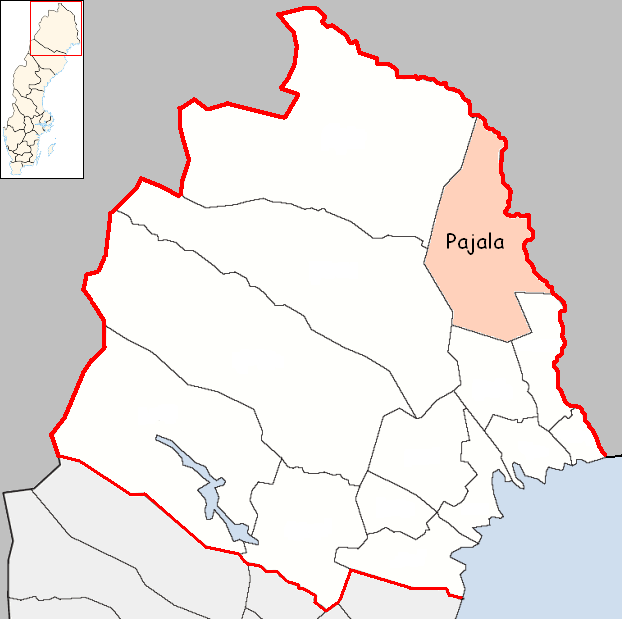
파얄라 시의 위치

파얄라시(스웨덴어: Pajala kommun)는 스웨덴 노르보텐주에 위치한 지방 자치체로 행정 중심지는 파얄라이며 면적은 8,050.73km2, 인구는 6,116명(2016년 12월 31일 기준), 인구 밀도는 0.76명/km2이다.

시 문장